# Ceuthophilus agassizii
Ceuthophilus agassizii is een rechtvleugelig insect uit de familie grottensprinkhanen (Rhaphidophoridae). De wetenschappelijke naam van deze soort is voor het eerst geldig gepubliceerd in 1861 door Scudder.